# Mimolesterus ventralis
Mimolesterus ventralis là một loài bọ cánh cứng trong họ Cleridae. Loài này được Westwood miêu tả khoa học năm 1852.